# Kūrā'īm
Kūrā'īm (persiska: كورائيم, كُورايِم, كورَيم, Kūrā’īm) är en ort i Iran.   Den ligger i provinsen Ardabil, i den nordvästra delen av landet, 400 km nordväst om huvudstaden Teheran. Kūrā'īm ligger 1 529 meter över havet och antalet invånare är 781.
Terrängen runt Kūrā'īm är huvudsakligen kuperad, men den allra närmaste omgivningen är platt. Kūrā'īm ligger nere i en dal. Runt Kūrā'īm är det ganska tätbefolkat, med 134 invånare per kvadratkilometer. Kūrā'īm är det största samhället i trakten. Trakten runt Kūrā'īm består i huvudsak av gräsmarker.